# Vol Pakistan International Airlines 705
Le vol Pakistan International Airlines 705 (PK705) était un vol international affrété par la compagnie aérienne Pakistan International Airlines (PIA). Le 20 mai 1965, le Boeing 720 assurant ce vol s'est écrasé en effectuant son approche pour atterrir à l'aéroport international du Caire. Sur les 114 passagers et 13 membres d'équipage présents à bord, seulement 6 ont survécu.
Ce crash fut, à l'époque, la catastrophe aérienne la plus meurtrière survenue en Égypte. Il s'agit également de l'accident aérien le plus meurtrier de l'histoire impliquant un Boeing 720.

## Accident
Le vol 705 était un vol inaugural entre Karachi, au Pakistan et Londres, au Royaume-Uni ; il transportait des personnalités importantes ainsi que des journalistes parmi les 114 passagers. L'avion devait faire escale à Dhahran, en Arabie Saoudite, au Caire puis à Genève avant de terminer son voyage vers Londres.
Alors que l'avion était en approche finale de l'aéroport international du Caire, le pilote a signalé des problèmes avec les Dispositif hypersustentateur volets de l'avion; peu de temps après cette communication, l'avion s'est écrasé au sud-est de l'aéroport et s'est brisé en explosant. Six passagers ont été éjectés de l'épave, mais tous les autres à bord ont été tués. Parmi les morts figurait le concepteur d'avions chinois Huang Zhiqian, qui était le concepteur en chef de l'avion de chasse Shenyang J-8,.

## Avion
L'aéronef était un Boeing 720-040B  avec l'immatriculation AP-AMH et le numéro de série du fabricant 18379; il vola pour la première fois le 19 octobre 1962 et fut livré à la Pakistan International Airlines le 7 novembre 1962. Au moment de l'accident, l'avion totalisait 8378 heures de vol.

## Enquête

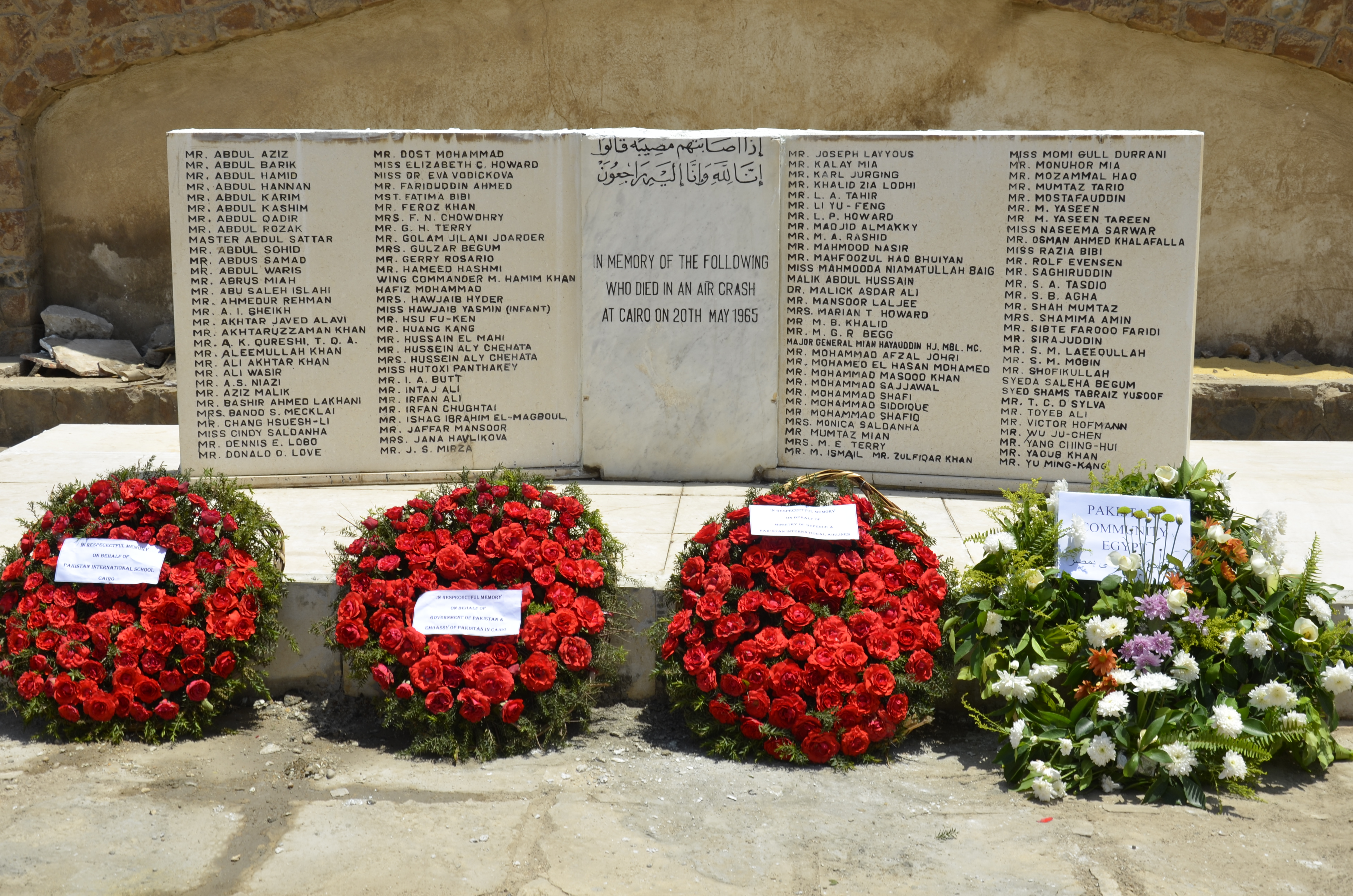
Des couronnes ont été déposées à un mémorial, le 20 mai 2013, par des représentants de l'ambassade du Pakistan en Égypte et des membres de la communauté pakistanaise locale

Le 26 mai, la police locale a signalé qu'une radio à transistor avait été retrouvée dans l'épave de l'avion, avec des bijoux d'une valeur de 120 000 dollars cachés à l'intérieur.
La cause probable de l'accident est que "l'avion n'a pas maintenu la hauteur adéquate pour le circuit et a continué à descendre jusqu'à ce qu'il percute le sol. La raison de cette poursuite anormale de la descente est inconnue."